# Polymera nodulifera
Polymera nodulifera är en tvåvingeart som beskrevs av Alexander 1940. Polymera nodulifera ingår i släktet Polymera och familjen småharkrankar. Inga underarter finns listade i Catalogue of Life.